# Rue Louis Abry
 (septembre 2020).
Si vous disposez d'ouvrages ou d'articles de référence ou si vous connaissez des sites web de qualité traitant du thème abordé ici, merci de compléter l'article en donnant les références utiles à sa vérifiabilité et en les liant à la section « Notes et références ».
Pour les articles homonymes, voir Louis Abry.

La rue Louis Abry est une rue liégeoise qui va du carrefour de la rue Nicolas Pietkin et de la place Herbert Hoover à la rue Charles Gothier.

## Odonymie
La rue rend hommage à Louis Abry, un peintre et sculpteur liégeois, père de Gérard de Lairesse.

## Situation et description
Cette artère se situe dans la partie sud du quartier du Thier-à-Liège. Longue d'environ 140 m, la rue compte une vingtaine d'habitations répartie sur les deux côtés et donne sur la place Herbert Hoover, au centre de la cité du Tribouillet ou Renardi.